# ماوريسيو مولدر
ماوريسيو مولدر (بالإسبانية: Mauricio Mulder)‏ هو محامي وسياسي بيروفي، ولد في 8 يونيو 1956 في ليما في بيرو. حزبياً، نشط في التحالف الثوري الشعبي الأمريكي. وقد انتخب عضو مجلس الشيوخ البيروفي ‏.
1. ↑   https://infogob.jne.gob.pe/Politico/FichaPolitico/claude-maurice-mulder-bedoya_historial-partidario_VRfB10eaOpg=f0. اطلع عليه بتاريخ 2023-12-23. {{استشهاد ويب}}: |url= بحاجة لعنوان (مساعدة) والوسيط |title= غير موجود أو فارغ (من ويكي بيانات) (مساعدة)